# STS-52
STS-52 est la treizième mission de la navette spatiale Columbia.

## Équipage
- Commandant : James D. Wetherbee (2)  États-Unis
- Pilote : Michael A. Baker (2)  États-Unis
- Spécialiste de mission : Charles L. Veach (2)  États-Unis
- Spécialiste de mission : William M. Shepherd (3)  États-Unis
- Spécialiste de mission : Tamara E. Jernigan (2)  États-Unis
- Spécialiste de la charge utile : Steven G. MacLean (1)  Canada (du CSA)

Le chiffre entre parenthèses indique le nombre de vols spatiaux effectués par l'astronaute au moment de la mission.

## Paramètres de la mission
- Masse :
  - Navette au lancement avec charge : 97 201 kg
  - Chargement : 8 078 kg
- Périgée : 304 km
- Apogée : 307 km
- Inclinaison : 28,5°
- Période : 90,6 min

## Objectifs
STS-52 est une mission destinée à l'étude des matériaux et déploiement d'un satellite italien (de l'ASI) LAGEOS-II avec coopération de la NASA. Maclean est un astronaute du CSA.
Cette mission a effectué la première des obsèques spatiales de l'Histoire en mettant sur orbite une partie des cendres de Gene Roddenberry.